# Resurrezione (miniserie televisiva 1965)
Resurrezione è uno sceneggiato televisivo prodotto dalla Rai nel 1965. Strutturato in sei puntate, venne trasmesso sull'allora Programma Nazionale la domenica sera dal 31 ottobre al 5 dicembre 1965.
Girato in bianco e nero con la fotografia di Tonino Delli Colli, tratto dal romanzo Resurrezione di Lev Nikolaevic Tolstoj, venne adattato per la televisione da Oreste Del Buono, Aldo Nicolaj e Franco Enriquez, che ne curò anche la regia.
La scenografia era curata da Pino Valenti, i costumi da Lorenzo Ghiglia, le musiche da Benedetto Ghiglia.
Gli ascolti, secondo i dati diffusi dal Servizio Opinioni della Rai, variarono da 12,5 milioni della prima puntata ai 15,7 della quinta puntata.

## Cast
Il cast comprendeva, come attori principali, Alberto Lupo e Valeria Moriconi,  affiancati da una serie di comprimari fra cui Sergio Tofano,  Andrea Checchi e Luca Ronconi (regista teatrale, qui in veste di attore).
Altri interpreti erano:
- Guido Alberti
- Anna Maria Gherardi
- Marisa Mantovani
- Brunella Bovo
- Rina Franchetti
- Mario Pisu
- Lia Angeleri
- Lucia Catullo
- Giuseppe Pagliarini
- Franco Scandurra
- Luisa Rivelli
- Marco Tulli
- Vittorio Mezzogiorno
- Carlo Alighiero

## Produzione
La produzione dello sceneggiato coinvolse oltre cento attori e trecento tra figuranti e comparse. Gli interni furono girati negli Studi Rai di Napoli, gli esterni, per le scene ambientate in Siberia, nei dintorni di Roccaraso nel mese di febbraio 1965.

## Critica
L'Enciclopedia della televisione, a proposito di questo sceneggiato, sottolinea come esso fosse animato "da un cast composto da 106 attori e trecento comparse" a cui vennero "imposti" - durante la lavorazione - "disagi non indifferenti".
Nonostante le ottime intenzioni registiche di restituire "in sei puntate l'inquietudine e la pietà di Tolstoi", tuttavia, l'esito finale - in termini di critica - non fu aderente alle attese.
Recensendo lo spettacolo per l'Europeo, Achille Campanile scrisse, a proposito dell'interpretazione di Valeria Moriconi:

## Remake
Dello sceneggiato è stato fatto nel 2001 un remake in una coproduzione italo-franco-tedesca, con la regia dei fratelli Paolo e Vittorio Taviani e con interpreti Stefania Rocca, Giulia Lazzarini e Giulio Scarpati.